# Schloss Schwertberg

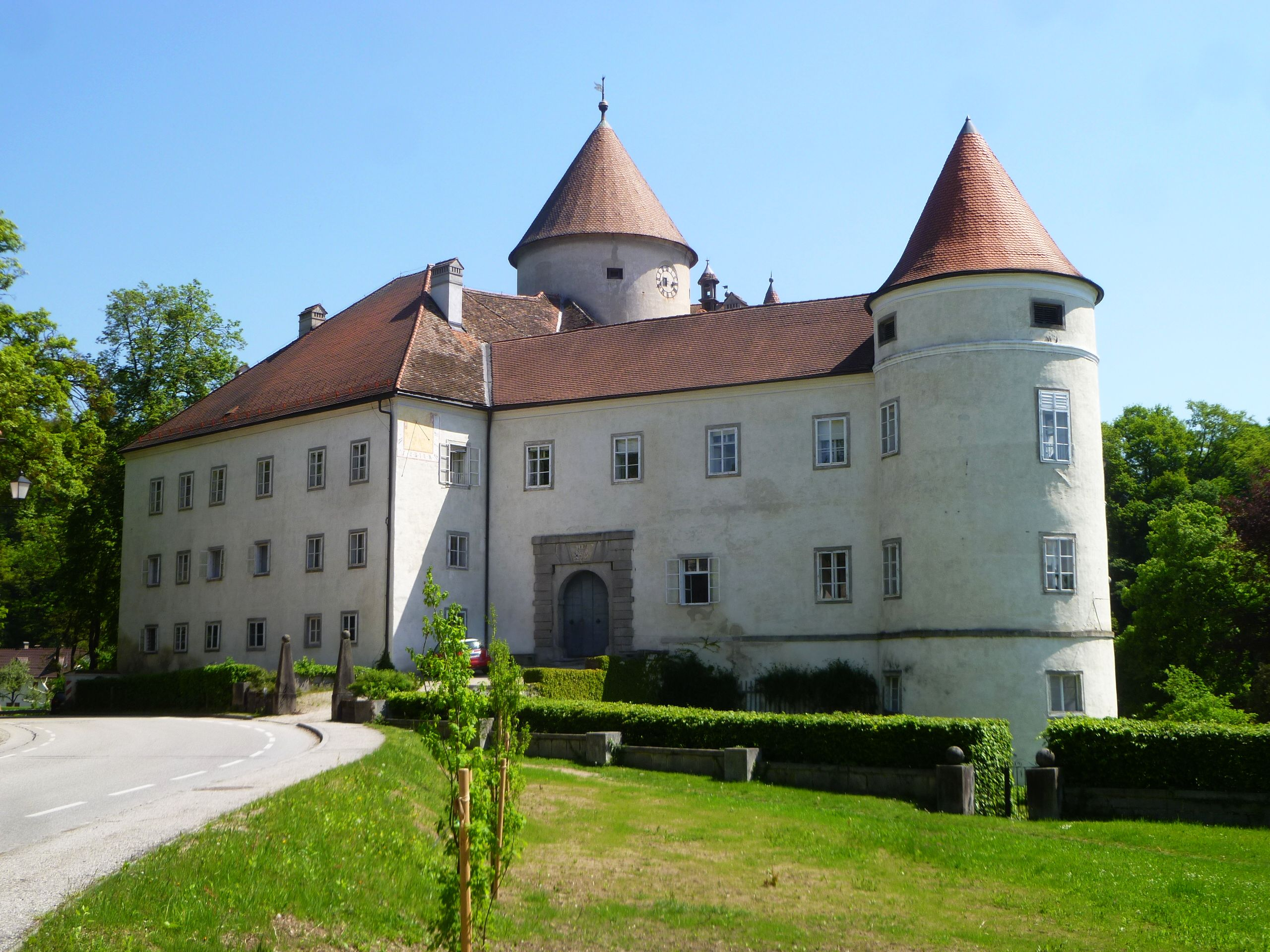
Schloss Schwertberg heute

Das Schloss Schwertberg ist eine Schlossanlage in Oberösterreich und liegt am Rand des Ortes Schwertberg im Mühlviertel. Das Schloss wurde im 14. Jahrhundert erstmals erwähnt und 1608 auf die heutige Größe ausgebaut. Seit 1911 ist das Schloss im Familienbesitz der Grafen Hoyos.

## Geschichte

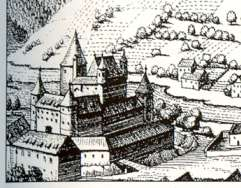
Schwertberg auf einem Stich von Georg Matthäus Vischer

Die erste urkundliche Erwähnung erfolgte als Regensburger Besitz im Jahr 1327. 1355 starb der erste überlieferte Besitzer, Leutold II. von Kuenring. Vermutlich nach ihrem Stammsitz Kühnring bei Eggenburg (Niederösterreich) benannt, gelten die Kuenringer (sprich und lies: Künringern, Kuhnringern, Kohnringern, Konringern oder Kunringern, wahrscheinlich aber ist der Vokal wie in küene, küen adj. (Kühn, kampflustig) als Umlaut zu artikulieren) als eine bedeutende Adelsfamilie Österreichs. Leutolds Nachfolger Andre von Lichtenstein und Friedrich von Wallsee verzichteten gegen eine Geldsumme auf den Besitz des Schlosses, das somit 1359 der Käufer Eberhard I. von Kapellen erwarb. Weiters folgten 1402 Ernst Preuhofer, 1406 die Liechtensteiner, 1412 Chunrad den Schaffer, und gleichzeitig waren auch die Öder Eigentümer. Im Jahr 1462 ging der Besitz an Reinprecht V. von Walsee. Durch Erbschaft gelangten 1470 die Öder in den Besitz des Schlosses. Nachfolger waren die Hauser, wiederum durch Erbschaft. 1506 kaufte Christof Zeller zu Riedau das Schloss von Hans dem Hauser. Die Zeller waren Raubritter und machten das Machland und das Aisttal unsicher. Am Reichstag in Worms 1521 wurde Bernhard Zeller nach geltendem Fehderecht zwar freigesprochen, bei seiner Rückkehr jedoch von erbosten Linzer Bürgern enthauptet.
Sein Vetter Georg von Wolframsdorf erbte das Schloss. Um 1530 ging das Schloss durch Heirat an die Familie Tannberg, die 1575 das Schloss an Hans von Tschernembl verkauften. Sein Sohn Baron Georg Erasmus von Tschernembl aus Krain besaß auch die Herrschaft Windegg. Er ließ 1608 das Schloss von Antonio Canevale erweitern und verlieh ihm sein heutiges Aussehen. Als Wortführer der Protestanten musste Georg das Land verlassen, das Schloss wurde 1620 enteignet. Graf Leonhard Helfried von Meggau kaufte das Schloss im gleichen Jahr. Während des Oberösterreichischen  Bauernkriegs 1626 wurde das Schloss erobert und kurzzeitig besetzt. In der Folgezeit gehörte das Schloss den Starhembergern und dann den Kuefsteinern, bevor 1749 die Grafen Thürheim das Schloss erbten. Bis 1899 blieb es im Besitz der Thürheimer, ab dann besaß Baronin Therese von Schwitter das Schloss. 1911 erwarb Graf Alexander Hoyos das Schloss, noch heute befindet sich das Schloss im Besitz der Familie Hoyos. 1935 starb auf Schloss Schwertberg Erzherzogin Alicia, die letzte Großherzogin von Toskana. Nach dem Zweiten Weltkrieg wurde der Chinesische Salon von der sowjetischen Besatzungsmacht sogar renoviert.

Schloss Schwertberg
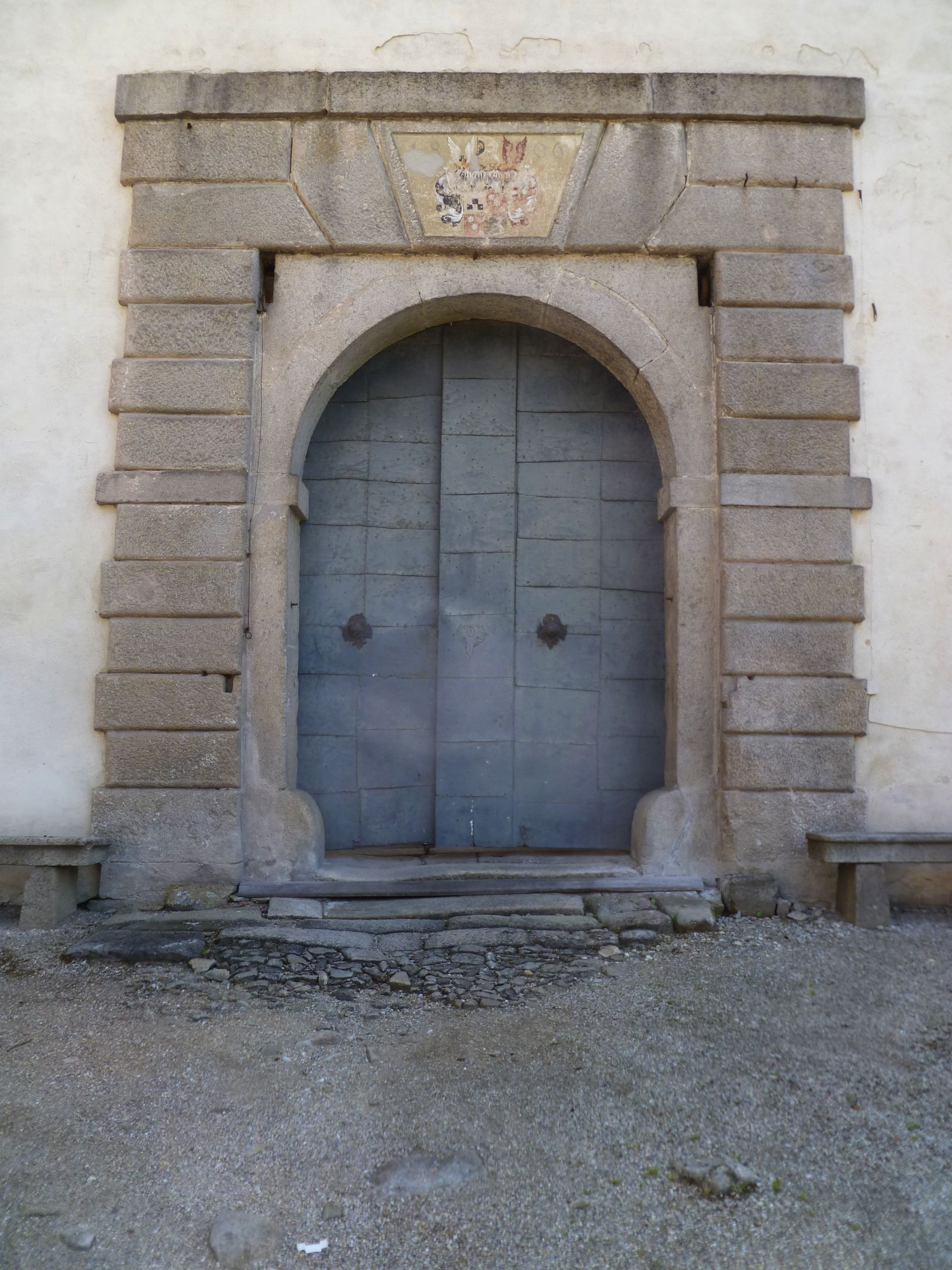
Schloss Schwertberg: Eingangsportal
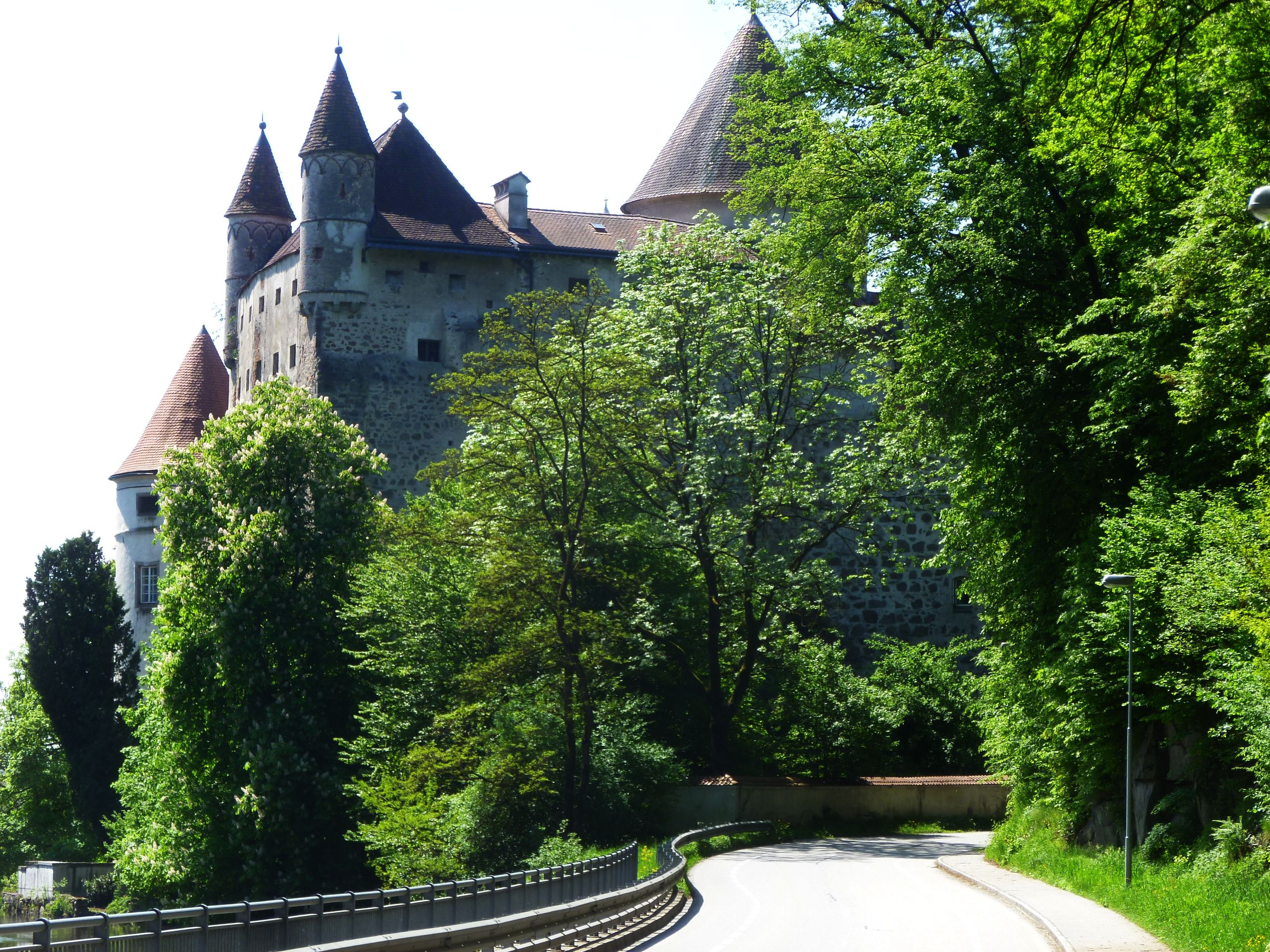
Schloss Schwertberg
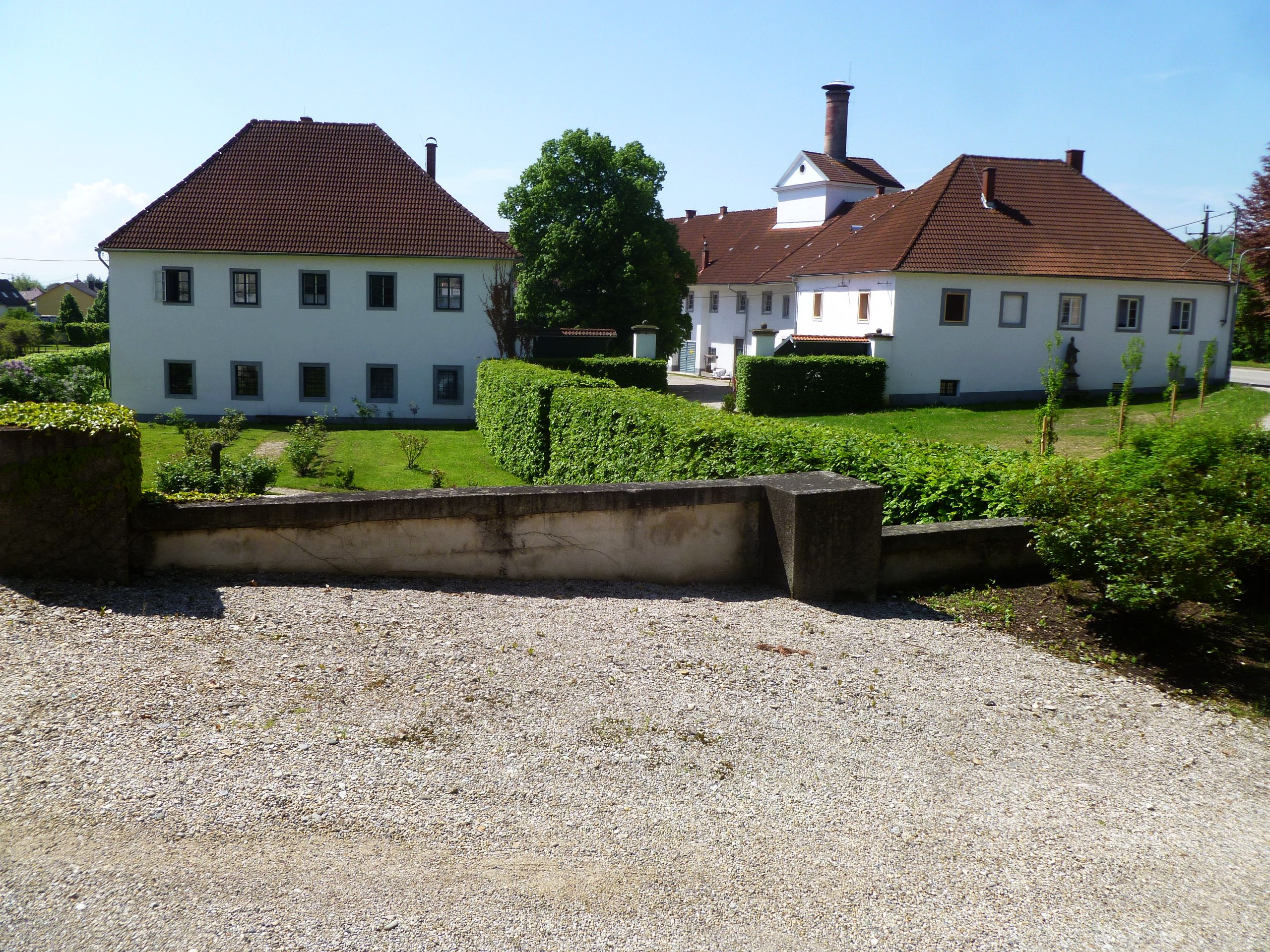
Schloss Schwertberg: Meierhof
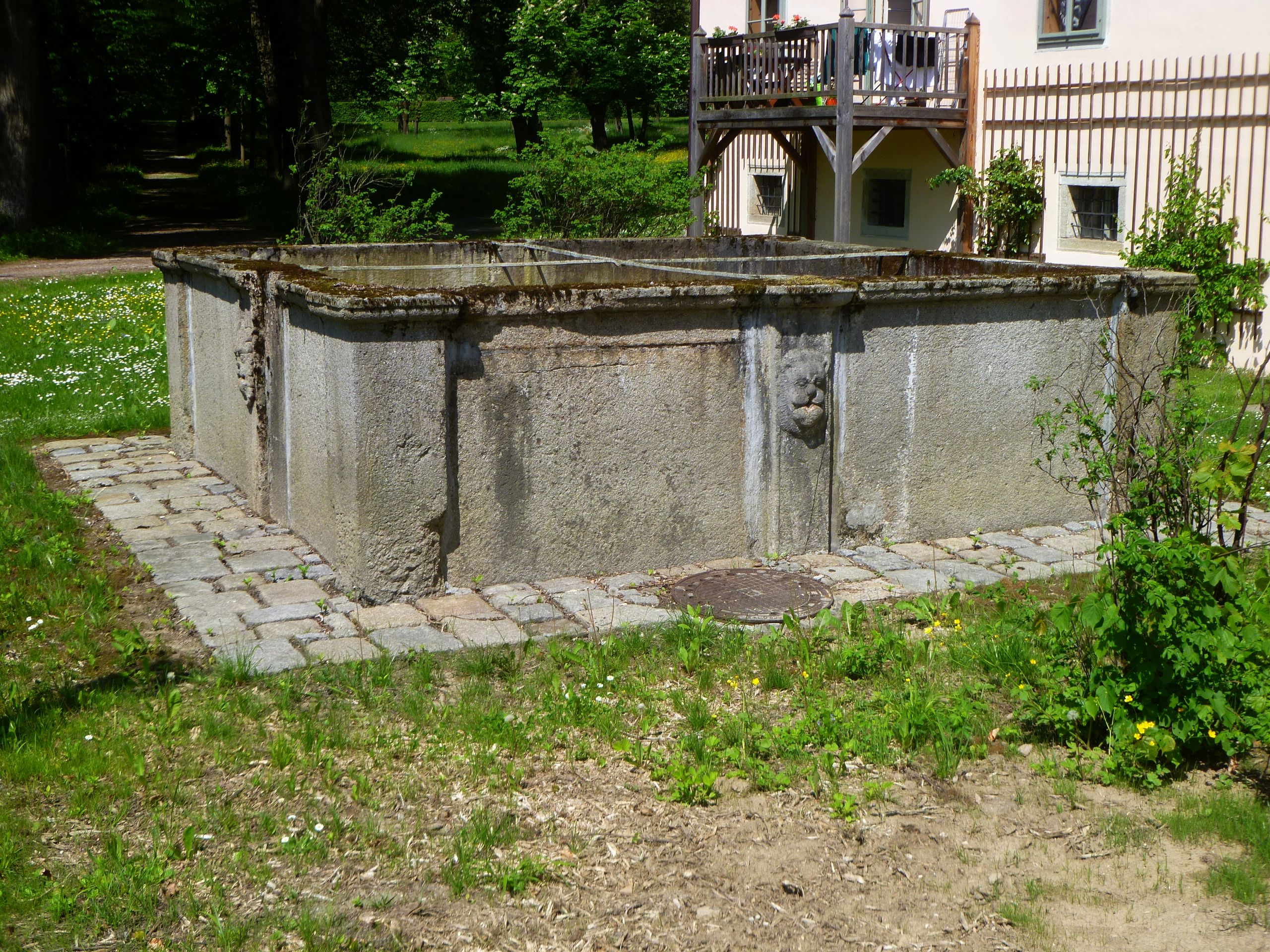
Schloss Schwertberg: Wasserspeicher

## Bau
Das Schloss liegt im Norden von Schwertberg, an der Stelle, wo die Aist aus dem Josefstal heraustritt. Das Schloss macht einen wehrhaften Eindruck, wenngleich das Aussehen aus dem Jahre 1608 stammt. Die Aist umfließt das Schloss an drei Seiten. Der Garten ist im Renaissancestil gehalten und zählt zu den wenigen erhaltenen seiner Art in Österreich. Eine Sonnenuhr befindet sich am Rundturm.
Der Palas ist vier- bis fünfgeschoßig und wurde in zwei Abschnitten errichtet. Die unteren beiden Geschoße sind gotisch, die oberen drei im Renaissancestil von Canevale. Der Innenhof ist mit Arkaden ausgestattet und das Schloss besitzt einen Zwinger für Falken. Im Osten des Hofes führt eine Freitreppe ins Schloss. Der Südtrakt ist mit starken Rundtürmen verstärkt. Die Schlosskapelle ist der Heiligen Maria, Selige Jungfrau geweiht. Der Chinesische Salon zeigt Wandmalereien und eine kleine Rokokobibliothek.